# For Monkeys
For Monkeys is het derde studioalbum van de Zweedse punkband Millencolin. Het album is in de Verenigde Staten uitgegeven op 20 mei 1997, precies een maand later dan in Zweden.
Oorspronkelijk zou het album 'Four Monkeys' heten, als grap refererend naar de vier groepsleden.

## Nummers
1. "Puzzle" – 2:38
2. "Lozin' Must" – 2:12
3. "Random I Am" – 2:40
4. "Boring Planet" – 2:06
5. "Monkey Boogie" – 2:26
6. "Twenty Two" – 2:55
7. "Black Gold" – 2:30
8. "Trendy Winds" – 2:45
9. "Otis" – 2:51
10. "Light's Out" – 2:30
11. "Entrance At Rudebrook" – 2:14
12. "Lowlife" – 2:39

Nikola Šarčević · Mathias Färm · Fredrik Larzon · Erik Ohlsson
Albums en ep's: Use Your Nose · Skauch · Same Old Tunes · Life on a Plate · For Monkeys · Hi-8 Adventures Soundtrack · The Melancholy Collection · Pennybridge Pioneers · No Cigar · Millencolin/Midtown Split · Home from Home · Kingwood · Machine 15 · The Melancholy Connection · True Brew · SOS
Video's en dvd's: Millencolin and the Hi-8 Adventures